# Leslye Headland
Leslye Headland, född 26 november 1980 i Los Angeles, Kalifornien, är en amerikansk manusförfattare och regissör.
Headland har bland annat regisserat och skrivit manus till Möhippan och skapat TV-serien The Acolyte.

## Filmografi (i urval)
- 2012 – Möhippan manus och regi
- 2024 – The Acolyte (TV-serie) skapare